# Coptis
Coptis  é um gênero botânico da família Ranunculaceae

## Espécies
| - Coptis aspleniifolia - Coptis chinensis - Coptis deltoidea - Coptis japonica - Coptis laciniata - Coptis occidentalis | - Coptis omeiensis - Coptis quinquefolia - Coptis quinquesecta - Coptis teeta - Coptis trifolia |